# Asplenium truncorum
Asplenium truncorum là một loài dương xỉ trong họ Aspleniaceae. Loài này được Matos, Fernando Bittencourt, Labiak & Sylvestre mô tả khoa học đầu tiên năm 2009.